# La Couture-Boussey

La Couture-Boussey este o comună în departamentul Eure, Franța. În 1 ianuarie 2022 avea o populație de 2.301 de locuitori.